# Bautastein von Presteåsen
Der Bautastein von Presteåsen steht im Garten eines Bauernhofes am Tanumsvejen in der Nähe der Tanum-Kirche, im Weiler Tanum (nicht zu verwechseln mit Tanum in Schweden) südwestlich von Larvik im Fylke Vestfold in Norwegen.
Der 2,5 Meter hohe, 60–70 cm breite und 30 cm dicke Presteåsen ist ein Menhir. Er hat eine abgerundete Oberseite und raue Seitenflächen. Der Bautastein wurde von einem anderen Ort in der Nähe hierher verbracht, aber die Einzelheiten seiner ursprünglichen Platzierung sind unbekannt.
Der benachbarte kleine Rundhügel am Friedhof hat etwa 12,0 m Durchmesser und ist einen Meter hoch. Es ist gut erkennbar, da das Gras regelmäßig getrimmt wird.